# Папец, Златко
Златко Папец (хорв. Zlatko Papec; 17 января 1934, Загреб, Королевство Югославия — 3 февраля 2013, Сплит, Хорватия) — югославский и хорватский футболист, нападающий, серебряный призёр летних Олимпийских игр в Мельбурне (1956).

## Биография
Начал свою карьеру в качестве левого полузащитника в загребском «Локомотиве», затем выступал за «Хайдук» и немецкий «Фрайбургер». Один сезон провел в Риеке, в 1972 г. завершил свою карьеру. В 1953—1956 гг. выступал со сборную Югославии. Дебютировал в 1953 г. в товарищеском матче против сборной Бельгии, а последнюю игру провел в товарищеском матче против Индонезии 23 декабря 1956 г. в Джакарте. В составе сборной Югославии играл в четвертьфинале чемпионате мира 1954 и был серебряным призёром на летних Олимпийских играх в Мельбурне (1956).
По окончании карьеры игрока тренировал «Марибор» и «Сплит».